# Cameraria quercivorella
Cameraria quercivorella är en fjärilsart som först beskrevs av Victor Toucey Chambers 1879.  Cameraria quercivorella ingår i släktet Cameraria och familjen styltmalar. Inga underarter finns listade i Catalogue of Life.